# دی-ترت-بوتیل پراکسید
دی-ترت-بوتیل پراکسید (به انگلیسی: Di-tert-butyl peroxide) با فرمول شیمیایی C۸H۱۸O۲ یک ترکیب شیمیایی با شناسه پاب‌کم ۸۰۳۳ است. که جرم مولی آن ۱۴۶٫۲۳ g/mol می‌باشد. 